# Zāvīyeh-ye Zarjābād
Zāvīyeh-ye Zarjābād (persiska: زاويِّۀ زَرَج آباد, زاويِّه, زاویه زرج آباد, Zāvīyeh-ye Zarajābād) är en ort i Iran.   Den ligger i provinsen Ardabil, i den nordvästra delen av landet, 400 km nordväst om huvudstaden Teheran. Zāvīyeh-ye Zarjābād ligger 1 738 meter över havet och antalet invånare är 233.
Terrängen runt Zāvīyeh-ye Zarjābād är kuperad. Runt Zāvīyeh-ye Zarjābād är det ganska glesbefolkat, med 38 invånare per kvadratkilometer. Närmaste större samhälle är Kamanbān, 11,3 km söder om Zāvīyeh-ye Zarjābād. Trakten runt Zāvīyeh-ye Zarjābād består i huvudsak av gräsmarker.